# Aeropuerto de Jyväskylä
El aeropuerto de Jyväskylä (en finés: Jyväskylän lentoasema) es un aeropuerto civil y militar situado en el asentamiento de
Tikkakoski, a unos 23 kilómetros del centro de Jyväskylä. El aeropuerto se terminó de construir
en 1939. En el 2010 tuvo 89 000 pasajeros. La guarnición de Luonetjärvi, perteneciente a la fuerza aérea Finlandesa opera cerca del aeropuerto. 

## Aerolíneas y destinos
| Aerolíneas                                      | Destinos |
| ----------------------------------------------- | -------- |
| Estonian Air, operado por Estonian Air Regional | Tallin   |
| Flybe, operado por Flybe Nordic                 | Helsinki |

## Estadísticas
Ver fuente y consulta Wikidata.
| Año  | Pasajeros nacionales | Pasajeros internacionales | Total pasajeros | Variación |
| ---- | -------------------- | ------------------------- | --------------- | --------- |
| 2005 | 140 187              | 9,811                     | 149,998         | −1.8%     |
| 2006 | 135 223              | 14 099                    | 149 322         | −0.5 %    |
| 2007 | 125 476              | 13 465                    | 138 941         | −7.0 %    |
| 2008 | 112 831              | 15 787                    | 128 618         | −7.4 %    |
| 2009 | 92 144               | 12 045                    | 104 189         | −19.0 %   |
| 2010 | 74 982               | 13 626                    | 88 608          | −15.0 %   |
| 2011 | 75 131               | 13 719                    | 88 850          | 0.3 %     |